# Zweite Oberliga Sud
La 2. Oberliga Sud (en allemand : Zweite Oberliga Süd) fut une ligue allemande de football organisée entre 1950 et 1963. Cette compétition eut la valeur d’une Division 2 puisqu'elle était située directement en dessous de l'Oberliga Süd. Un principe de montée/descente fut instauré entre l'Oberliga et la 2. Oberliga.
Cette ligue fut aussi appelée 2. Liga Süd ou II. Division Süd.
Elle concerna les clubs situés dans le Länders de Bade-Wurtemberg, la Bavière et la Hesse, donc ceux affiliés à la Fédération de football d'Allemagne du Sud (SFV). 

## Généralités
Comme pour les Oberligen, situées hiérarchiquement juste au-dessus, les clubs devaient disposer d'une « licence » pour pouvoir jouer en 2. Oberliga.
Lors de sa création, la 2. Oberliga Süd, en 1950 se présenta sous la forme d'une série de 18 clubs, dont 3 étaient reversés depuis le Groupe Sud de l'Oberliga Südwest: Fribourg FC, FC Constance et SV Tübingen. Ces deux derniers cercles furent relégués vers l'Amateurliga à la fin de la première saison de la 2. Oberliga Süd.

## Champions & vice-champions
Le tableau ci-dessous vous propose la liste des clubs ayant été sacrés champion et/ou vice-champion de la 2. Oberliga Süd.
| Saisons | Champions              | Vice-champions            |
| ------- | ---------------------- | ------------------------- |
| 50-51   | SV Stuttgarter Kickers | SV Viktoria Aschaffenburg |
| 51-52   | TSG Ulm 1846           | BC Augsburg               |
| 52-53   | SSV Jahn Regensburg    | Hessen Kassel             |
| 53-54   | TSV Schwaben Augsburg  | SSV Reutlingen            |
| 54-55   | TSV 1860 München       | SV Viktoria Aschaffenburg |
| 55-56   | Freiburger FC          | FC Bayern München         |
| 56-57   | TSV 1860 München       | SSV Reutlingen            |
| 57-58   | SV Waldhof Mannheim 07 | TSG 1846 Ulm              |
| 58-59   | SV Stuttgarter Kickers | FC Bayern Hof 1910        |
| 59-60   | SV Waldhof Mannheim 07 | SSV Jahn Regensburg       |
| 60-61   | BC Augsburg            | TSV Schwaben Augsburg     |
| 61-62   | Hessen Kassel          | TSG 1846 Ulm              |
| 62-63   | FSV Frankfurt          | ESV Ingolstadt-Ringsee    |

### Les autres "2. Oberligen"
- 2. Oberliga West
- 2. Oberliga Südwest